# Actumnus
Actumnus is een geslacht van kreeftachtigen uit de klasse van de Malacostraca (hogere kreeftachtigen).

## Soorten
- Actumnus amirantensis Rathbun, 1911
- Actumnus antelmei Ward, 1942
- Actumnus arbutum Alcock, 1898
- Actumnus asper (Rüppell, 1830)
- Actumnus calypso (Herbst, 1801)
- Actumnus davaoensis Ward, 1941
- Actumnus digitalis (Rathbun, 1907)
- Actumnus dorsipes (Stimpson, 1858)
- Actumnus elegans de Man, 1888
- Actumnus fissifrons Alcock, 1898
- Actumnus forficigerus (Stimpson, 1858)
- Actumnus globulus Heller, 1861
- Actumnus granotuberosus Garth & Kim, 1983
- Actumnus griffini Takeda & Webber, 2006
- Actumnus intermedius Balss, 1922
- Actumnus margarodes MacGilchrist, 1905
- Actumnus marissinicus Takeda & Kim, 1977
- Actumnus miliaris A. Milne-Edwards, 1865
- Actumnus obesus Dana, 1852
- Actumnus parvulus A. Milne-Edwards, 1869
- Actumnus setifer (De Haan, 1835)
- Actumnus setosiareolatus Takeda, 1977
- Actumnus similis Takeda & Miyake, 1969
- Actumnus simplex Rathbun, 1911
- Actumnus squamosus (De Haan, 1835)
- Actumnus taiwanensis Ho, Yu & Ng, 2001
- Actumnus targionii Cano, 1889
- Actumnus tesselatus Alcock, 1898